# Gmina Gjocaj
Gmina Gjocaj (alb. Komuna Gjocaj) – gmina miejska położona w środkowej części Albanii. Administracyjnie należy do okręgu Peqin w obwodzie Elbasan. W 2011 roku populacja gminy wynosiła 5207 osób w tym 2554 kobiety oraz 2653 mężczyzn, z czego Albańczycy stanowili 97,24% mieszkańców. 
W skład gminy wchodzi dziewięć miejscowości: Gjocaj, Celhakaj, Hasmashaj, Kurtaj, Vashaj, Rrumbullak, Bregas, Bardhas i Blinas.